# Nawałnica (film)
Nawałnica (ang. Stormy Weather) – belgijsko-francusko-islandzki film fabularny z 2003 roku w reżyserii Sólveig Anspach.

## Obsada
- Élodie Bouchez jako Cora
- Natan Cogan jako dziadek
- Christophe Sermet jako Romain
- Baltasar Kormákur jako Einar
- Didda Jónsdóttir jako Loa
- Nadège Virumbrales
- Marina Tomé jako Panna Ramirez
- Sigrun Thorsteindottir
- Ragnhyeidur Sigurdardóttir
- François Petry
- Benjamin Nickel
- Ingvar Eggert Sigurðsson jako Gunnar
- Sigridur Bragadottir
- Christian Crahay
- Fabrice De Coster
- Sigurdur Ellasson
- Vincent Feuillen
- Tinna Gudmundsdóttir jako Tinna
- Davíð Örn Halldórsson jako David
- Thuuridur Helgadottir
- Ólafía Hrönn Jónsdóttir jako Gudrun
- Geoffrey Lhoir
- Pierre Mestree
- Marisa Murgia[2]